# Kapamilya Channel
Kapamilya Channel je filipínská kabelová televizní stanice vlastněná společností ABS-CBN Corporation. Stanice začala vysílat 13. června 2020 v 5:30 hodin s prvním programem Kapamilya Daily Mass. Síť byla zřízena jako dočasná náhrada hlavní pozemní stanice ABS-CBN, která ukončila provozování vysílání na vzduch, jak bylo nařízeno Národní telekomunikační komisí dne 5. května 2020, a to z důvodu propadnutí její legislativní franšízy. Provádí mnoho programů, které ABS-CBN vysílal před zastavením.